# Sechskiemen-Stachelrochen
Der Sechskiemen-Stachelrochen (Hexatrygon bickelli) ist eine erst 1980 beschriebene Rochenart, die monotypisch in eine eigene Gattung und Familie gestellt wurde. Weitere beschriebene Arten der Gattung (Hexatrematobatis longirostris Chu & Meng, 1981, Hexatrygon brevirostra Shen, 1986, H. taiwanensis Shen, 1986, H. yangi Sheng & Liu, 1984) sind wahrscheinlich nur Unterarten oder Lokalformen. Der Rochen kommt im Indischen Ozean von der Küste Südafrikas über Indien bis Indonesien und die Westküste Australiens, sowie im westlichen und zentralen Pazifik vom Südchinesischen Meer, Taiwan, Japan und der Küste von Queensland bis Hawaii vor.

## Merkmale
Die Fische sind die einzige Rochenart mit sechs Kiemenspalten. Sie haben bei der Geburt eine Länge von 48 bis 50 cm, erreichen mit einer Länge von 105 bis 113 cm die Geschlechtsreife und das größte, bisher vermessene Exemplar, ein ausgewachsenes Weibchen, hatte eine Länge von 168 cm. Das Rostrum ist weich, stark verlängert und zugespitzt. Die Nasenöffnungen sind sehr groß und liegen direkt vor dem Maul. Der Abstand zwischen Nasenöffnungen und Maul ist viel kleiner als der Durchmesser der Nasenöffnungen. Sie sind nicht über Gruben mit dem Maul verbunden. Der vordere Nasenvorhang ist sehr kurz. Das Maul ist fast gerade, die Kieferzähne sind oval bis rund. In beiden Kiefer wurden je 44 bis 102 Zähne gezählt, wobei ausgewachsene Tiere mehr Zähne haben als Junge. Die Augen sind klein und liegen deutlich vor den Spritzlöchern. Die Körperscheibe ist glatt, ohne Dentikeln oder Dornen. Die Bauchflossen sind kurz, abgerundet und weisen keine Teilung in vorderen und hinteren Lobus auf. Der Schwanz ist kurz und nicht peitschenartig. Seine Länge liegt beim 0,5 bis 0,7-fachen der Körperscheibenlänge. Eine Rückenflosse fehlt. Direkt hinter den Bauchflosse befinden sich ein oder zwei Stacheln auf der Schwanzoberseite. Die Schwanzflosse ist annähernd symmetrisch und sehr lang. Ihre Länge liegt etwa bei einem Drittel der Schwanzlänge. Sie ähnelt nicht den Schwanzflossen der Haie, sondern eher einem Blatt. Die Umdrehungen des Spiraldarms wurde bei einem Exemplar gezählt, es sind 14 Windungen. Im Unterschied zu den anderen Rochen, die ein relativ komplexes Gehirn besitzen, ist das Gehirn des Sechskiemen-Stachelrochens relativ einfach. Auf der Oberseite sind die Tiere purpurbraun gefärbt, die Bauchseite ist weißlich mit rauchigen Markierungen. Ober- und Unterseite des Schwanzes sind dunkel.

## Lebensweise
Der Sechskiemen-Stachelrochen lebt auf Weichböden auf dem Kontinentalschelf in Tiefen von 300 bis 1120 Metern. Einige Strandungen, ein möglicher Fang durch einen Angler und eine durch Fotografien dokumentierte Beobachtung eines Nahrung suchenden Exemplars durch japanische Taucher zeigen, dass die Art gelegentlich auch flachere Bereiche (20 bis 30 Meter) aufsucht. Die Fische sind vivipar, besitzen aber keine Dottersack-Plazenta. Pro Wurf werden drei bis fünf jungrochen geboren. Weiteres ist über die Fortpflanzung nicht bekannt. Bei der Nahrungssuche im Meeresboden nutzen die Fisch sowohl die lange, flexible Schnauze als auch das stark vorstülpbare Maul. Ein von Wissenschaftlern untersuchtes Exemplar hatte von einem Zigarrenhai (Isistius) verursachte Wunden. Sechskiemen-Stachelrochen werden gelegentlich als Beifang gefangen, aber nur auf Taiwan auch vermarktet.